# Lucatő
Lucatő (1886-ig Lucsatin, szlovákul: Lučatín) község Szlovákiában, a Besztercebányai kerületben, a Besztercebányai járásban.

## Fekvése
Besztercebányától 15 km-re északkeletre, a Garam jobb partján fekszik. Tipikus egyutcás település a Besztercebánya–Breznóbánya út mellett.

## Története
2018-ban leletmentést végeztek a területén, melynek során a késő lausitzi kultúra és kora la tène kori megtelepedés nyomai kerültek elő.
A 13. század elején keletkezett, Zólyomlipcse várának tartozéka volt. Első írásos említése 1424-ből származik „Luchatheu” néven. Később „Lwchathyn” (1520), „Luchetyn” (1536) alakban említik. Lakói főként mezőgazdasággal, állattenyésztéssel foglalkoztak. 1564-ben határában üveggyár működött. A 18. századtól fuvarozásból, kohászatból éltek.
A 18. század végén Vályi András így ír róla: „LUCSATIN. Tót falu Zólyom Várm. földes Ura a’ K. Kamara, lakosai katolikusok, fekszik Zólyom Liptséhez nem meszsze, és annak filiája, határjában fája tűzre, és épűletre van, keresettye is készi, és szekeresi munkával, legelője szoross, határja hegyes, és kősziklás.”
1828-ban 63 házában 494 lakos élt.
Fényes Elek 1851-ben kiadott geográfiai szótárában így ír a faluról: „Lucsatin, tót falu, Zólyom vmegyében, a Garan folyó mentiben, út. p. Beszteczebánya. Határa nincs felmérve, hanem van itt 10 egész urb. telek, s ezután 300 hold szántóföld, erdeje 425 h., majorság itt nincs. Földe árpát, zabot, jó években rozsot is terem. Szarvasmarhát és juhot tenyészt. Lakja 269 evang., 263 kath., kik részben házaló kereskedők. Nadpleson hegyén hajdan várat mondanak, de semmi nyoma nem látható. Birja a kamara.”
Lakói a 19. század végén és a 20. század elején erdei munkákkal, faárukészítéssel, csipkeveréssel foglalkoztak, majd a vasút megépülése után sokan a vasútnál helyezkedtek el. A trianoni diktátumig területe Zólyom vármegye Besztercebányai járásához tartozott.

## Népessége
| Év:            | 1994. | 2004.    | 2014.   | 2024.   |
| -------------- | ----- | -------- | ------- | ------- |
| Emberek száma: | 498   | 593      | 649     | 672     |
| Eltérés:       |       | +19,07 % | +9,44 % | +3,54 % |

| Év:            | 2023. | 2024.   |
| -------------- | ----- | ------- |
| Emberek száma: | 689   | 672     |
| Eltérés:       |       | -2,46 % |

1910-ben 667, túlnyomórészt szlovák lakosa volt.
2001-ben 558 lakosából 545 szlovák volt.
2011-ben 637 lakosából 578 szlovák.

## Külső hivatkozások
- Tourist-channel.sk
- Travelatlas.sk
- Községinfó
- Lucatő Szlovákia térképén
- E-obce.sk Archiválva 2022. október 1-i dátummal a Wayback Machine-ben